# Pitch and putt

El "par 2" del campo de pitch and putt de Shibden Hall, Reino Unido.

Pitch and putt es un deporte amateur muy similar y derivado del golf, donde la longitud del hoyo es típicamente de hasta 90 metros (100 yardas), se usan de 2-3 palos y consta de 18 hoyos. Es un deporte muy popular en Europa, sobre todo en Irlanda. Se juega en docenas de países y tiene dos órganos de gobierno a nivel mundial.
En España, este deporte ha tomado gran auge. La Federación de Golf de Madrid, por ejemplo, ha promocionado esta modalidad deportiva con varios circuitos, donde incluso han participado golfistas de primera categoría. Se sabe que muchos golfistas profesionales como Tiger Woods se iniciaron en esta modalidad del golf. En Irlanda, este deporte posee sus propios campeonatos nacionales.
Este deporte cuenta también con la Copa del Mundo de Pitch and Putt, torneo organizado por la Federación de Asociaciones Internacionales de Pitch and Putt.

## Historia
No hay exactitud sobre el origen de este deporte. Se cree que evolucionó a finales del siglo XIX, en algunos hoteles británicos y estadounidenses. Durante varios años permaneció inactivo y se retomó en la década de 1940, en Irlanda.
También se sabe que en la década de 1920, en algunos sitios turísticos y exclusivos de los Estados Unidos, este deporte era practicado por personas adineradas.

## Reglas

#### En competiciones internacionales
- La longitud máxima permitida del hoyo en competiciones de carácter internacional es de 120 metros, .[6]
- Los deportistas solo pueden jugare hasta con seis palos de golf y obligatoriamente deben llevar como mínimo un putter.[6]
- Se juega en diferentes superficies artificiales elevadas y se permite utilizar un tee, además tiene un sistema de handicap.[6]